# Robert Wartenberg
Pour les articles homonymes, voir Wartenberg.
Robert Wartenberg, né le 19 juin 1886 à Garten et mort le 16 novembre 1956 à San Francisco est un médecin neurologue allemand naturalisé américain après la Seconde Guerre mondiale,. On lui doit entre autres la description d'un syndrome neurologique rare qui porte son nom, la neuropathie sensitive disséminée de Wartenberg.

## Biographie
Il effectue sa scolarité à Stuttgart et ses études médicales dans plusieurs universités allemandes, celles de  Göttingen, de Kiel, de Munich, de Fribourg-en-Brisgau et enfin de Rostock où il obtient son diplôme de médecin en 1919. Il part ensuite compléter sa formation auprès de Max Nonne à Hambourg et d'Otfrid Foerster à Breslau. En 1926 il se voit attribuer une bourse de la Fondation Rockefeller qui lui permet d'aller travailler à Boston dans le service du neurochirurgien Harvey Cushing.
Il épouse en 1929 la baronne Isabelle von Sazenhofen.
En 1928, il est habilité comme privatdozent à Fribourg et cinq ans plus tard, en 1933, il est nommé à la tête de la clinique neurologique de cette ville en 1933. Mais en 1935 il est contraint de fuir l'Allemagne nazie en raison des persécutions antisémites. Il émigre alors aux États-Unis et s'installe à San Francisco. En 1952, il est nommé professeur clinique de neurologie à l'Université de Californie et deux ans plus tard il est professeur émérite dans cette ville.

## Éponymie
Wartenberg a laissé son nom :

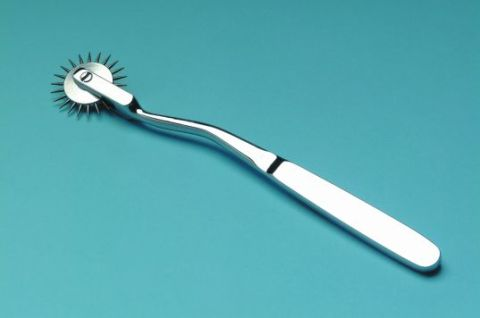
La roulette de Wartenberg, utilisée pour tester la sensibilité et repérer rapidement un niveau sensitif au cours de l'examen clinique neurologique

- à une maladie qui est aussi un syndrome neurologique, la neuropathie sensitive disséminée de Wartenberg ;
- à un autre syndrome neurologique anciennement confondu avec le précédent, le syndrome de Wartenberg ou cheiralgie paresthésique où l'atteinte se limite au territoire sensitif du nerf radial ;
- à un signe neurologique, le signe de Wartenberg, qui est la position en abduction prise par le cinquième doigt au cours des paralysies du nerf ulnaire ;
- un phénomène accompagnant le réflexe cornéen consistant en une déviation de la mâchoire du côté opposé lors de l'attouchement de la cornée en même temps que la fermeture de l'œil du côté testé, le phénomène de Wartenberg ;
- à un instrument utilisé dans l'examen clinique neurologique, la roulette de Wartenberg qui sert à tester la sensibilité.

## Travaux notables
Wartenberg est l'auteur d'environ 160 travaux scientifiques, parmi lesquels de nombreuses monographies.
- (en) The examination of reflexes. The Year Book Publishers, Chicago 1945.
- (en) Diagnostic tests in Neurology. The Year Book Publishers, Chicago 1953.
- (en) Neuritis, sensory neuritis, neuralgia. Oxford Univ. Press, New York 1958.